# 科尔戈河
科尔戈河（葡萄牙語：Rio Corgo）是葡萄牙北部的一条河流，全流域位于雷亞爾城區境内。起源于雷亞爾城區南部的阿吉亞爾小鎮，流经雷阿爾城等城市，在佩蘇達雷瓜附近汇入杜罗河。